# デオダ・ドゥ・ドロミュー

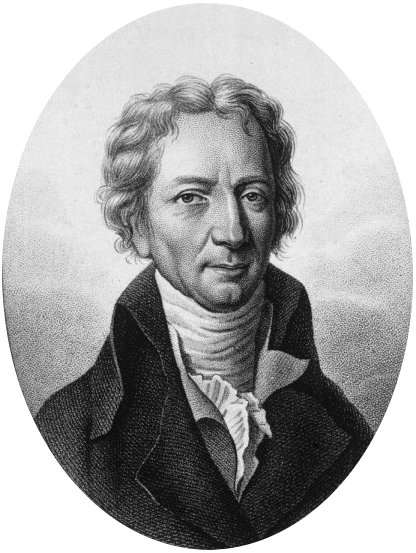
デオダ・ドゥ・ドロミュー

デオダ・ギー・スィルヴァン・タンクレード・グラーテ・ドゥ・ドロミュー（Déodat Guy Sylvain Tancrède Gratet de Dolomieu、1750年6月24日 - 1801年11月26日) はフランスの地質学者、鉱物学者である。
La Tour-du-Pinの近くのDolomieuで生まれた。12歳の時にマルタ騎士団に加わったが、科学研究のため軍務を離れ、1777年から1783年の間南ヨーロッパを旅した。 これらの旅行の記録は "Voyage aux lsles de Lipari" (1783年)、 "Sur le tremblement de terre de la Calabre" (1784年)、 "Mémoires sur les lsles Ponces et catalogue raisonné de l'Etna" (1788年)などとして発表された。 
1789年と1790年にイタリアのチロルの調査旅行を行った時、翌年、彼の名前からドロマイト（苦灰石、苦灰岩）と命名される鉱物を発見した。1796年に新たに設立された鉱山学校の教授となった。1799年3月に行われた、エジプト遠征に参加したが病となって帰国する途中にシシーリー島で捕虜となり、22か月拘束された。1801年にパリ自然史博物館の鉱物学教授となったが程なく没した。最後の著書"Sur la philosophie minéralogique"は死後出版された。

## 参考資料
- Paul Caminada: Das abenteuerliche Leben des Forschungsreisenden Déodat de Dolomieu (1750-1801). Projekt Verlag, 2006, ISBN 978-3866341418.
- Paul Caminada: Der Forschungsreisende Déodat de Dolomieu (1750-1801). Der Namensgeber der Dolomiten. In: Die Alpen. Nr. 3, 2008, S. 42-45 (Fulltextversion im Web).